# Портрет Петра Петровича Шрейдера
«Портрет Петра Петровича Шрейдера» — картина Джорджа Доу и его мастерской из Военной галереи Зимнего дворца.
Картина представляет собой погрудный портрет генерал-майора Петра Петровича Шрейдера из состава Военной галереи Зимнего дворца.
К началу Отечественной войны 1812 года полковник Шрейдер был шефом Тобольского пехотного полка, за отличие в сражении под Смоленском произведён в генерал-майоры, в Бородинском сражении после ранения И. П. Россия принял командование над 1-й бригадой 4-й пехотной дивизии и также получил тяжёлую рану . Вернулся в строй к началу Заграничных походов 1813 и 1814 годов и получил в командование всю 4-ю пехотную дивизию, вскоре после назначения вновь был тяжело ранен в сражении под Калишем и более в военных действиях участия не принимал, был назначен военным комендантом Мемеля.
Изображён в генеральском вицмундире, введённом для пехотных генералов 7 мая 1817 года, на плечи наброшена шинель. Справа на груди звезда ордена Св. Анны 1-й степени; на шее крест прусского ордена Красного орла 2-й степени; по борту мундира крест Св. Владимира 3-й степени (надет с нарушением правил ношения: должен располагаться на шее выше иностранного ордена) и крест прусского ордена Пур ле мерит; на груди крест ордена Св. Георгия 4-го класса, серебряная медаль «В память Отечественной войны 1812 года» на Андреевской ленте и бронзовая дворянская медаль «В память Отечественной войны 1812 года» на Владимирской ленте. Справа ниже плеча подпись художника: painted from nature by GEO DAWE. С тыльной стороны картины надпись: Schroeder. Подпись на раме: П. П. Шрейдеръ, Генералъ Маiоръ.
7 августа 1820 года Комитетом Главного штаба по аттестации Шредер был включён в список «генералов, заслуживающих быть написанными в галерею» и 11 ноября 1821 года император Александр I приказал написать его портрет. Сам Шрейдер в это время был членом Совета военного министра. Поскольку эта должность требовала весьма ограниченного присутствия Шрейдера в столице, то он много времени проводил в своём доме в Дерпте, 12 ноября того же года ему из Инспекторского департамента Военного министерства было направлено предписание «портрет его Высочайше повелено написать живописцу Дове, посему если изволит прибыть в Санкт-Петербург, то не оставить иметь с Дове свидание». Гонорар Доу был выплачен 1 июля 1822 года. Готовый портрет был принят в Эрмитаж 7 сентября 1825 года.